# Marpaps
Marpaps ist eine französische Gemeinde mit 133 Einwohnern (Stand 1. Januar 2022) im Département Landes in der Region Nouvelle-Aquitaine (vor 2016: Aquitanien). Die Gemeinde gehört zum Arrondissement Dax und zum Kanton Coteau de Chalosse.
Der Name in der gascognischen Sprache lautet ebenfalls Marpaps.
Die Einwohner werden Marpapsiens und Marpapsiennes genannt.

## Geographie
Marpaps liegt ca. 35 km südöstlich von Dax in der Landschaft Chalosse der historischen Provinz Gascogne an der südlichen Grenze zum benachbarten Département Pyrénées-Atlantiques.
Umgeben wird Marpaps von den Nachbargemeinden:
|            | Nassiet                                     |                     |
| Bonnegarde | Kompassrose, die auf Nachbargemeinden zeigt | Castaignos-Souslens |
|            | Sault-de-Navailles (Pyrénées-Atlantiques)   |                     |

Marpaps liegt im Einzugsgebiet des Flusses Adour.
Der Ruisseau de Cazau und der Ruisseau d’Hardy, auch Ruisseau de Marpaps genannt, sind Nebenflüsse des Luy de Béarn und durchqueren das Gebiet der Gemeinde.

## Geschichte

### Einwohnerentwicklung
Nach einem Höchststand der Einwohnerzahl von rund 365 in der Mitte des 19. Jahrhunderts reduzierte sich die Zahl bei mehreren kurzen Erholungsphasen bis zur Jahrtausendwende auf 110 Einwohnern, bevor die Größe der Gemeinde seither moderat auf ein Niveau von rund 140 Einwohnern zunahm.
| Jahr      | 1962 | 1968 | 1975 | 1982 | 1990 | 1999 | 2006 | 2010 | 2022 |
| --------- | ---- | ---- | ---- | ---- | ---- | ---- | ---- | ---- | ---- |
| Einwohner | 162  | 151  | 127  | 120  | 120  | 110  | 132  | 147  | 133  |

## Sehenswürdigkeiten

### PfarrkircheSaint-Vincent
In der Mitte des 12. Jahrhunderts wurde im Livre rouge der Kathedrale von Dax die Kirche in der Form Sanctus Vincentius de Marpaps erwähnt, wobei die Pfarrgemeinde zu Nassiet gehörte. Die halbrunde Apsis und die südliche Wand des Langhauses könnten zu dieser Zeit bereits gebaut sein. Der Grundriss und zwei kleine rechteckige Fensteröffnungen in der Apsis, die in jüngster Zeit freigemacht wurden und mit Garluche, dem eisenhaltigen Sandstein der Landes, eingerahmt sind, weisen darauf hin. Der Putz und das Fehlen von Verzierungen erschweren jedoch eine präzise Datierung. Ein Seitenschiff ist vermutlich im 16. Jahrhundert auf der Nordseite hinzugefügt worden, wie das einzig erhaltene alte rechteckige Fenster belegt. Er öffnet sich zum Hauptschiff über drei große spitzbogenförmige Arkaden. Zur gleichen Zeit ist ein Sakramentshaus in die Wand der Apsis eingelassen worden. Auf dem Bogen des Eingangs sind Inschriften eingraviert, die heute teilweise noch lesbar sind. Sie erlauben die Datierung des Baus der Vorhalle auf die Mitte des 17. Jahrhunderts. Im ersten Geschoss dieses Gebäudeteils ist das Rathaus untergebracht. 1844 ist ein oktogonaler Glockenturm auf die Vorhalle errichtet worden. Sein Helm ist mit Schiefer gedeckt. In den 1980er Jahren wurde die Kirche im Inneren renoviert. Eine Sakristei flankiert den Chor an seiner Nordseite.
Keines der Ausstattungsgegenstände aus der Zeit des Ancien Régime sind in der Kirche noch vorhanden. Das älteste Objekt ist der Altar aus Marmor, der in der Mitte des 19. Jahrhunderts entstanden ist. Die Glasfenster sind Werke des Glasmalers George Gross aus Nancy aus dem Jahre 1959.
Eine mehrere hundert Jahre alte Eiche spendet ihren Schatten in unmittelbarer Nähe der Pfarrkirche. Die Stelle bietet einen weiten Blick auf das benachbarte Béarn und auf einen großen Teil der Gebirgskette der Pyrenäen.

### Schloss Broustau

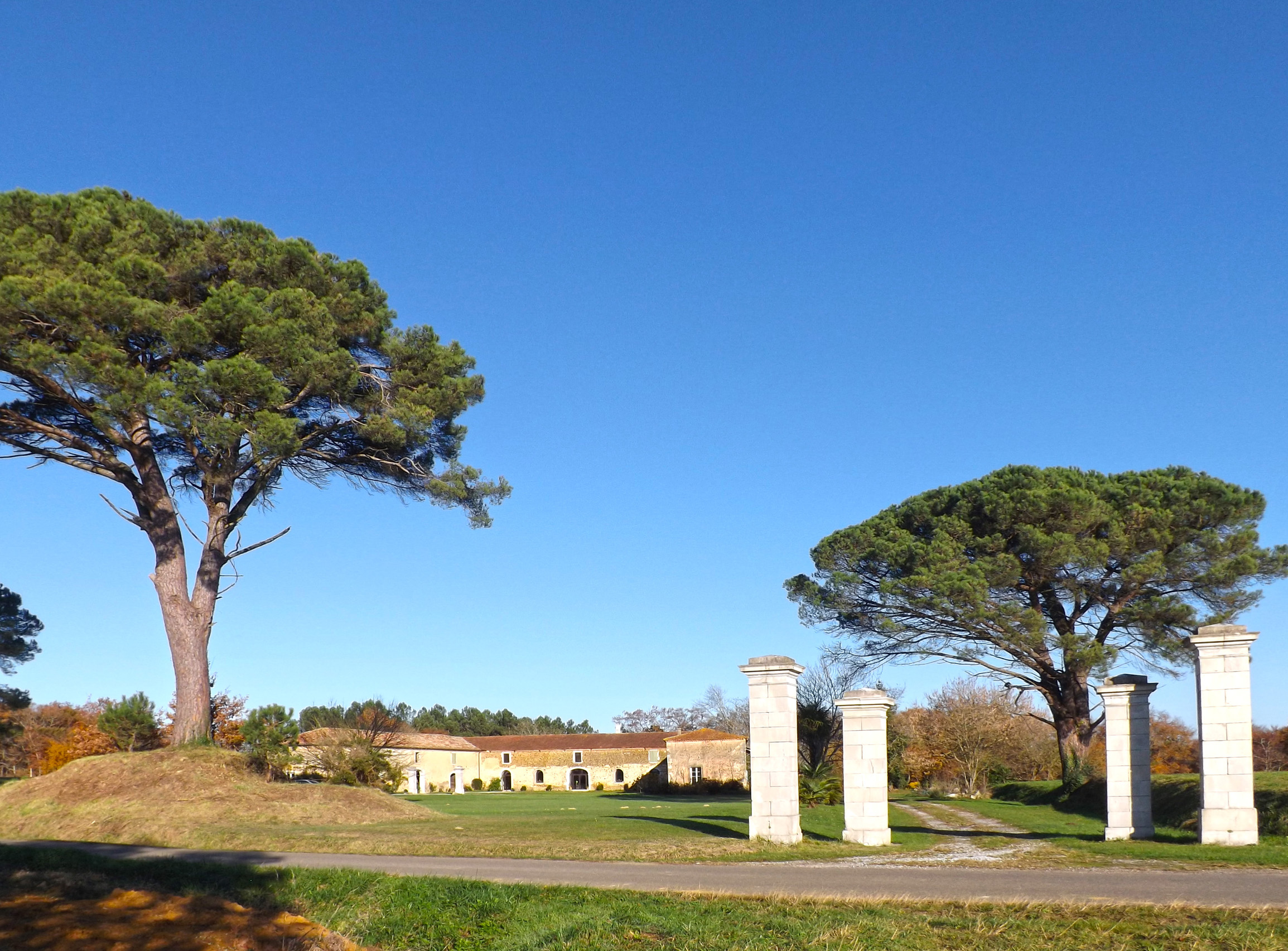
Schloss Broustau

Das Schloss ist nach dem Ersten Weltkrieg eingestürzt und nicht wieder aufgebaut worden. Heute sind daher nur seine ausgedehnten Nebengebäude und die steinernen Pfeiler seiner ehemaligen Eingangsportale übrig geblieben.

## Wirtschaft und Infrastruktur
Die Landwirtschaft ist der wichtigste Wirtschaftsfaktor der Gemeinde.

### Verkehr
Marpaps ist erreichbar über die Routes départementales 338, 346 und 433.